# Pokrok (park)
Park Pokrok se rozkládá v části výsypky Pokrok u Duchcova a jeho hranici od zbytku výsypky představuje Loučenský potok. Nejedná se o park v pravém slova smyslu, spíše o lokalitu. Parkem protéká množství bezejmenných potůčků, které napájí čtveřici rybníků – Dubský, Hranáč, Hájská I a Hájská II. Svůj název dostal podle osady Pokrok vystavěné v roce 1871 u stejnojmenného dolu. V roce 1986 však osada musela ustoupit rozšiřující se těžbě v dole. Roste zde řada listnatých stromů, ponechaných svému přirozenému vývoji. Součástí je také jilmová alej, umístěná v severní části zámeckého parku a skládající se ze 70 jilmů, jejichž obvod kmene dosahuje rozpětí 180–470 cm a výška 10–15 metrů. Jejich stáří bývá odhadováno na více než 120 let. V literatuře bývají o nich zmínky jako o zbytcích barokní krajiny v Podkrušnohoří. 
Povrchové těžbě ustoupila nejen osada Pokrok (Fortschritt), dlouhodobě bylo plánováno rozšíření povrchového dolu až k duchcovskému zámku. Zámecký park zůstal bez údržby a kvůli nebezpečí pádu stromů na zůstal na konci sedmdesátých let 20. století nepřístupný. Mezitím byl zbourán špitál a jedinečná Reinerova freska Nejsvětější trojice s Nanebevzetím Panny Marie umístěna v nově zbudovaném pavilonu. Posléze se ukázalo, že mocnost sloje a především kvalita hnědého uhlí nesplňuje očekávání a od rozšíření dolu bylo upuštěno.

## Dostupnost
Místo je dostupné po modré turistické značce od duchcovského zámeckého parku. Pokračovat se dá po stejné značce podél Loučenského potoka a silnice II/254 do Oseka, nedaleko jehož nádraží, v místech bývalého dolu Nelson III, se od silnice odpojuje, případně neznačenou cestou podél téhož potoka a okolo rybníků Vinduška a Leontýna zpět do Duchcova. U rybníka Leontýna se cesta napojuje na červenou turistickou značku od Nových Sadů. Parkem také prochází NS Po stopách historie a Giacoma Casanovy.